# Михайлов, Павел Степанович
Павел Степанович Михайлов (20 февраля 1808 – ?) — русский скульптор, академик скульптуры Императорской Академии художеств.

## Биография
Сын укладчика Фарфорового завода. 9 января 1819 года был принят в Императорскую Академию художеств. Получил малую серебряную медаль (1826), большую серебряную медаль (1827) за барельеф «Иосиф, продаваемый братьями», большую серебряную (1828).
Окончил курс Академии со званием классного художника (1830).
Получил звание «назначенного в академики» (1856).
Получил звание академика скульптуры (1857) за группу «Дедал и Икар».
Один из соавторов памятника «Тысячелетие России».